# Izba Deputowanych (Argentyna)

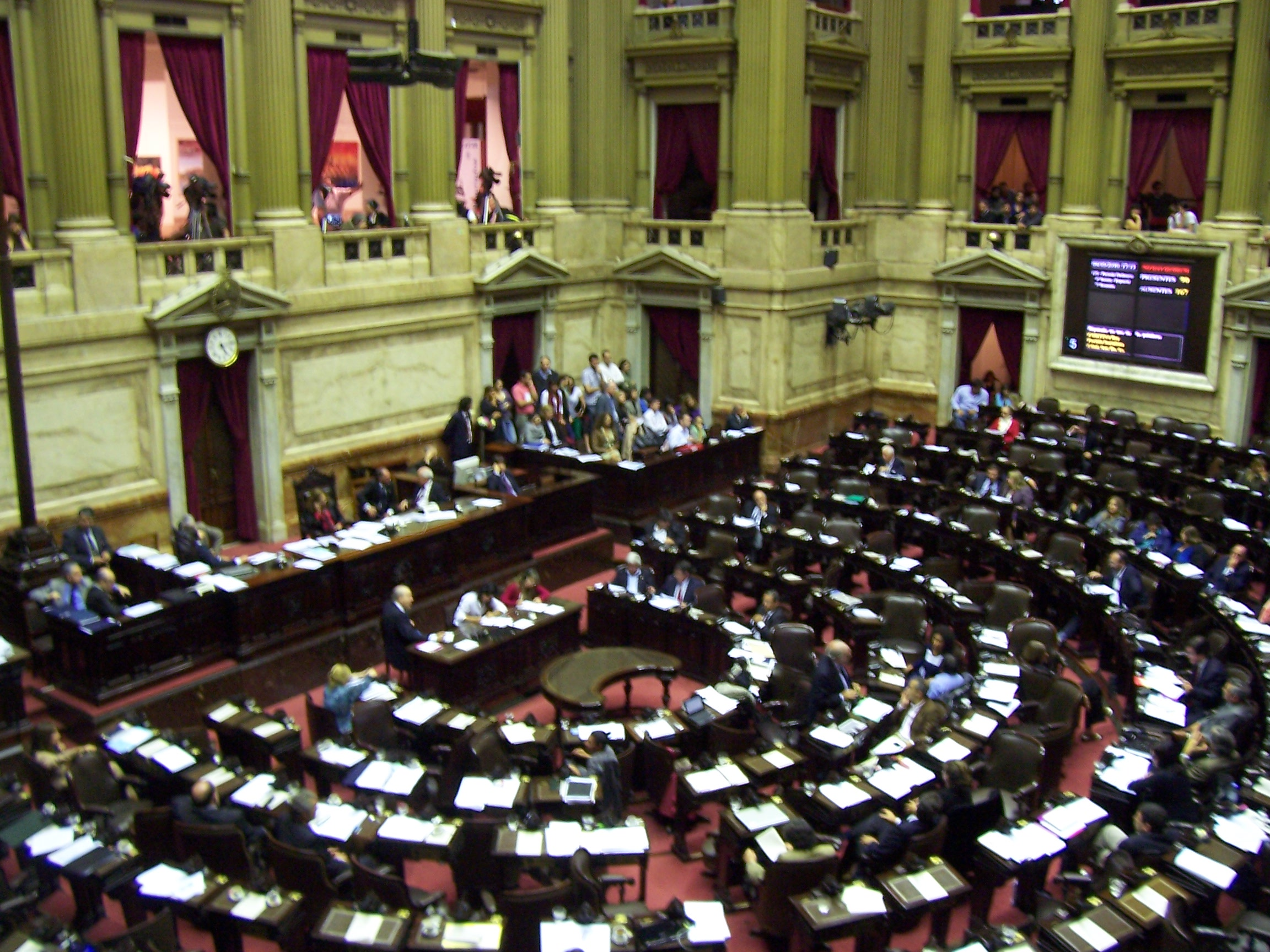
Sala obrad Izby Deputowanych

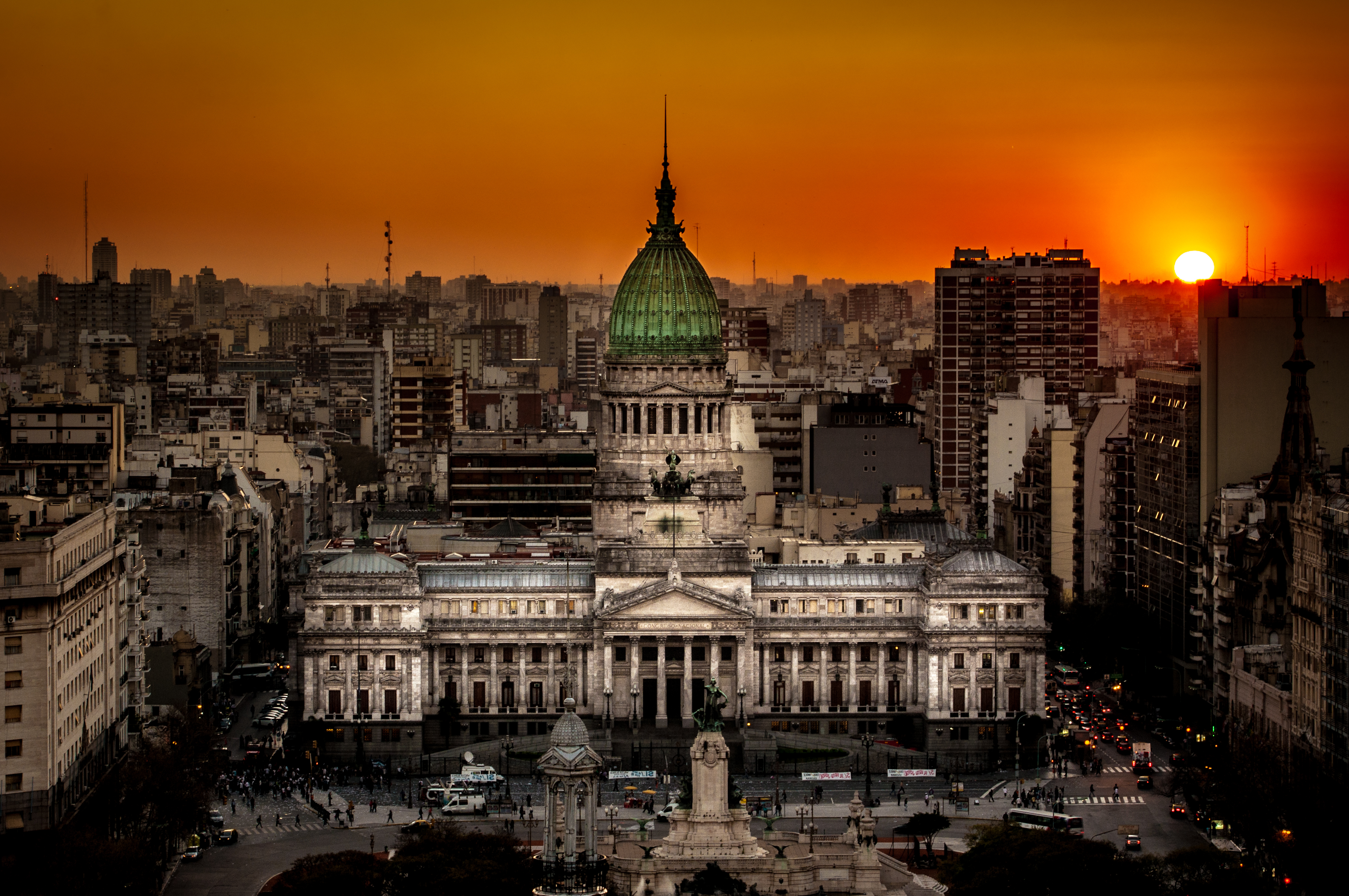
Budynek Congreso de la Nación Argentina

Izba Deputowanych (hiszp. Cámara de Diputados de la Nación Argentina) – izba niższa parlamentu (Congreso de la Nación) Argentyny.

## Skład izby
Zasady ogólne rządzące składem i wyborami do Izby Deputowanych określone są w artykułach 45–53 Konstytucji Argentyny. Deputowani wybierani są w wyborach bezpośrednich w dwudziestu czterech okręgach wyborczych odpowiadających granicom poszczególnych prowincji. Wzorem Konstytucji Stanów Zjednoczonych twórcy ustawy zasadniczej Argentyny ustanowili w artykule 45, iż jeden deputowany powinien przypadać najwyżej na 33 tysiące mieszkańców, a podział mandatów powinien być ustalany proporcjonalnie do liczby ludności ujawnionej w trakcie kolejnych spisów powszechnych.
Liczba deputowanych do izby niższej zmieniała się na przestrzeni dziejów. Liczyła ona:
- 50 członków w latach 1854–1872;
- 86 w latach 1873–1897;
- 120 w latach 1898–1919;
- po 1920 liczba deputowanych przekraczała 150;
- 187 między 1958 a 1959;
- 192 w latach 1960–1969;
- 243 w latach 1973–1976;
- 254 w latach 1983–1991;
- 257 od roku 1992.

Obowiązujące obecnie prawo zapewnia każdej z prowincji posiadanie co najmniej 5 przedstawicieli i zapobiega przypadkom skrajnych nierówności w liczbie deputowanych pomiędzy prowincjami o różnej liczbie ludności (przykładowo w latach 1958–1960 prowincje Chubut, Formosa, La Rioja, Neuquén i Santa Cruz miały tylko po jednym przedstawicielu w izbie). Współcześnie 257 mandatów do Izby Deputowanych rozdzielone jest między poszczególne prowincje w następujący sposób:
| Prowincja                     | Liczba deputowanych |
| ----------------------------- | ------------------- |
| Buenos Aires                  | 25                  |
| Prowincja Buenos Aires        | 70                  |
| Prowincja Catamarca           | 5                   |
| Prowincja Chaco               | 7                   |
| Prowincja Chubut              | 5                   |
| Prowincja Cordoba             | 18                  |
| Prowincja Corrientes          | 7                   |
| Prowincja Entre Ríos          | 9                   |
| Prowincja Formosa             | 5                   |
| Prowincja Jujuy               | 6                   |
| Prowincja La Pampa            | 5                   |
| Prowincja La Rioja            | 5                   |
| Prowincja Mendoza             | 10                  |
| Prowincja Misiones            | 7                   |
| Prowincja Neuquén             | 5                   |
| Prowincja Rio Negro           | 5                   |
| Prowincja Salta               | 7                   |
| Prowincja San Juan            | 6                   |
| Prowincja Luis                | 5                   |
| Prowincja Santa Cruz          | 5                   |
| Prowincja Santa Fe            | 19                  |
| Prowincja Santiago del Estero | 7                   |
| Prowincja Tucumán             | 9                   |
| Ziemia Ognista                | 5                   |
| Razem                         | 257                 |

## Zasady wyborów do Izby Deputowanych
Bierne prawo wyborcze do Izby Deputowanych posiada osoba, która ukończyła 25 rok życia i która jest obywatelem Argentyny od co najmniej czterech lat. Dodatkowo kandydat musi pochodzić z prowincji, w której stara się o mandat, bądź mieszkać w niej nieprzerwanie od co najmniej dwóch lat. Co dwa lata następuje odnowienie połowy składu Izby Deputowanych w wyborach parlamentarnych. W trakcie wyborów deputowanych wyborca oddaje głos nie na konkretnego kandydata, a na listę kandydatów, na której znajduje się tyle nazwisk, ile danej prowincji przysługuje mandatów. Lista jest zamknięta, co oznacza że wyborca może jedynie poprzeć głosem całą listę, ale w żaden sposób nie może wyrazić stosunku do konkretnego kandydata (nie ma wpływu na kolejność kandydatów, nie może dopisać kandydata do listy czy skreślić z niej żadnego nazwiska). Mandaty rozdzielane są między poszczególne listy na poziomie okręgu przy zastosowaniu metody d’Hondta z uwzględnieniem trzyprocentowego progu wyborczego.

## Kompetencje Izby Deputowanych
Konstytucja Argentyny gwarantuje Izbie Deputowanych wyłączne kompetencje w dziedzinie ustalania podatków oraz zaciągu do wojska (art. 52). Artykuł 53 Konstytucji Argentyny gwarantuje ponadto izbie prawo do wszczęcia procedury usunięcia z urzędu osób zajmujących wysokie stanowiska państwowe, które popełniły przestępstwo pozostające w związku z pełnionym urzędem bądź przestępstwo pospolite (do osób tych należą prezydent, wiceprezydent, ministrowie oraz sędziowie Sądu Najwyższego).
Izba ustala swój regulamin wewnętrzny i decyduje o pociągnięciu członków do odpowiedzialności dyscyplinarnej, a nawet o wydaleniu ich ze swojego składu (art. 66 Konstytucji). Członkowie Izby Deputowanych objęci są immunitetem parlamentarnym, który w wypadku wysunięcia oskarżenia o popełnienie przestępstwa może zostać uchylony przez pozostałych członków izby (art. 69 i 70 Konstytucji).

## Ustrój wewnętrzny izby
Pracami izby kieruje jej przewodniczący. Oprócz przewodniczącego izba wybiera ze swego grona również trzech wiceprzewodniczących. W skład aparatu administracyjnego Izby Deputowanych wchodzą również sekretarze oraz podsekretarze.
Od 1983 funkcję przewodniczącego izby pełnili:
| Data objęcia stanowiska | Data odejścia ze stanowiska | Polityk              | Partia   | Prowincja             |
| ----------------------- | --------------------------- | -------------------- | -------- | --------------------- |
| 10 grudnia 1983         | 3 kwietnia 1989             | Juan Carlos Pugliese | UCR      | Buenos Aires          |
| 3 kwietnia 1989         | 8 lipca 1989                | Leopoldo Moreau      | UCR      | Buenos Aires          |
| 8 lipca 1989            | 10 grudnia 1999             | Alberto Pierri       | PJ       | Buenos Aires          |
| 10 grudnia 1999         | 10 grudnia 2001             | Rafael Pascual       | UCR      | Buenos Aires (miasto) |
| 10 grudnia 2001         | 10 grudnia 2005             | Eduardo Camaño       | PJ       | Buenos Aires          |
| 10 grudnia 2005         | 10 grudnia 2007             | Alberto Balestrini   | FPV – PJ | Buenos Aires          |
| 10 grudnia 2007         | 6 grudnia 2011              | Eduardo Fellner      | FPV – PJ | Jujuy                 |
| 6 grudnia 2011          |                             | Julián Domínguez     | FPV – PJ | Buenos Aires          |